# Stenhvælvsbro
En stenhvælvsbro er en ældre type stenbro. Hvælvingen er baseret på princippet om, at belastningen på broen hovedsageligt absorberes i form af trykkræfter langs hvælvingen. Stenhvælvsbroen hviler på én eller flere buer, som består af løse dele, oftest natursten som er stengærdelignende.
Romerne byggede mange broer og akvædukter på denne måde. Eksempler på denne bygningsmetode: Pont du Gard uden for Nîmes i Frankrig og akvædukten i Segovia, Spanien. Ponte Vecchio i Firenze er Europas ældste segmenthvælvsbro.
Også i Norden har man opført stenbroer med buer, i Danmark især i perioden 1750-1900, men også i ældre tid. I Sverige er der stadig omkring 600 stenhvælvsbroer bygget af natursten. Den gamle Årstabro i Stockholm var i mange år Sveriges længste. Norrbro også i Stockholm, er byens ældste og designet af Erik Palmstedt. Den blev indviet i 1807.
De moderne buebroer i jernbeton eller stål er en videreudvikling af stenhvælvsbroprincippet.

## Billeder
- Gejlå Bro er et dansk eksempel på en stenhvælvsbro.
- Svensk stenhvælvsbro beliggende hvor Göta landsväg passerer på Årstafältet sydvest for Stockholm.
- Romersk bro i Alcántara, (bygget i perioden 103–106 e.Kr.), beliggende i Spanien.
- Den norske Muustrobroen på Inderøy i landsdelen Trøndelag.
- Wolfshagen stenhvælvsbro i delstaten Brandenburg, Tyskland.